# Ландон (Арканзас)
Ландон (енгл. London) град је у америчкој савезној држави Арканзас.

## Демографија
По попису из 2010. године број становника је 1.039, што је 114 (12,3%) становника више него 2000. године.
| Група             | 2000.       | 2010.       |
| Белци             | 885 (95,7%) | 977 (94,0%) |
| Афроамериканци    | 3 (0,3%)    | 4 (0,4%)    |
| Азијати           | 2 (0,2%)    | 9 (0,9%)    |
| Хиспаноамериканци | 9 (1,0%)    | 15 (1,4%)   |
| Укупно            | 925         | 1.039       |